# Kristályos flamingóvirág
A kristályos flamingóvirág (Anthurium crystallinum) az egyszikűek (Liliopsida) osztályának hídőrvirágúak (Alismatales) rendjébe, ezen belül a kontyvirágfélék (Araceae) családjába tartozó faj.

## Előfordulása
A kristályos flamingóvirág eredeti előfordulási területe Panama és Kolumbia. Manapság számos helyen tartják szobanövényként, továbbá a botanikus kertek dísze is.

## Megjelenése
Ez a növény évelő epifitonfaj, amely akár 90 centiméter magasra és ugyanolyan szélesre is megnőhet. A buroklevele zöld, míg a hosszú torzsavirágzata halványzöld, lilás árnyalattal. A virágzatánál talán a hosszú és széles, ovális alakú levelei szembetűnőbbek, amelyeken nagy fehéres erezetek rajzolódnak.